# Пуцаревич, Момир
Момир Пуцаревич (серб. Момир Пуцаревић; 1918, Дрмановичи — 6 июля 1942, Ливно) — югославский офицер королевской армии, партизан Народно-освободительной войны Югославии и Народный герой Югославии.

## Биография
Родился в 1918 году в деревне Дрмановичи в богатой крестьянской семье. Окончил начальную школу в деревне и гимназию в Нова-Вароше. Экзамены сдал в Ужице, после чего поступил в Военную академию. В 1940 году получил звание младшего лейтенанта инженерных войск, встретил в этом звании Апрельскую войну. В начале войны вступил в Златиборский партизанский отряд, в конце декабря 1941 года стал заместителем командира роты. В начале 1942 года возглавил 1-й Златиборский батальон.
6 июля 1942 во время штурма укреплений города Ливно был тяжело ранен и вскоре умер. В декабре 1951 года посмертно награждён званием Народного героя Югославии. Его имя получила начальная школа в Акамачичах общины Нова-Варош, во дворе школы установлен бюст. Сохранился дом в Дрмановичах в плохом состоянии.